# Dekanat Tomaszpol
Dekanat Tomaszpol – jeden z ośmiu dekanatów katolickich w diecezji kamienieckiej na Ukrainie.

## Parafie
- Berszad - Parafia św. Stanisława Biskupa i Męczennika
- Czeczelnik - Parafia św. Józefa
- Dzygówka - Parafia Ducha Świętego
- Jaryszówka - Parafia Najświętszego Serca Pana Jezusa
- Miastkówka - Parafia Niepokalanego Poczęcia Najświętszej Maryi Panny
- Stratyjówka - Parafia św. Stanisława B. M.
- Tomaszpol - Parafia Matki Bożej z Góry Karmel w Tomaszpolu
- Wapniarka - Parafia św. Katarzyny Aleksandryjskiej
- Żołoby - Parafia Wniebowstąpienia Pańskiego